# Corupția în Republica Democratică Congo
Corupția în Republica Democratică Congo, care era o parte instituționalizată a statului, a fost relativ redusă în ultimii ani. Cu toate acestea, ea continuă să depășească corupția în comparație cu majoritatea statelor. Profilul de țară al BBC despre RDC numește istoria sa recentă „una de război civil și corupție”. Președintele Joseph Kabila a înființat Comisia de Reprimare a Crimelor Economice la urcarea sa la putere în 2001.

## Istorie

### Era Mobutu (1965-1997)
Mobutu Sese Seko a condus Zairul din 1965 până în 1997, jefuind bogățiile țării sale pentru uz personal într-o asemenea măsură încât criticii au inventat termenul de „cleptocrație”. O rudă a explicat odată modul în care guvernul colecta venituri ilicite: „Mobutu îi cerea unuia dintre noi să meargă la bancă și să scoată un milion. Ne-am fi dus la un intermediar și i-am fi spus să scoată cinci milioane. El se ducea la bancă, cu autoritatea lui Mobutu, și scotea zece. Mobutu lua unul, iar noi luam ceilalți nouă”. Congolezii au explicat lipsa de sprijin din partea guvernului prin articolul umoristic 15: Débrouillez-vous („Descurcă-te singur”).
Mobutu a instituționalizat corupția pentru a împiedica rivalii politici să îi conteste controlul, ceea ce a dus la un colaps economic în 1996. Mobutu ar fi acumulat între 50 și 125 de milioane de dolari în timpul domniei sale.

### Era Kabila (1997–2019)
Laurent Kabila a condus un grup de insurgenți împotriva lui Mobutu și a preluat rapid puterea după ce Mobutu a fost răsturnat. În această perioadă, Kabila a emis o declarație prin care se făcea președinte cu putere aproape absolută în guvern. Cu oameni care îl susțineau pentru răsturnarea lui Mobutu, el nu a fost inițial întâmpinat cu prea multă opoziție publică. Cu toate acestea, obiectivele lui Kabila și ale guvernului său pentru regim au fost considerate a fi neclare și vagi.
Laurent Kabila a refuzat alegerile imediate, de teamă ca țara să nu revină la mobutuism, și a continuat să amâne alegerile promise. Constituția nu a fost modificată, iar el și colegii săi au exploatat resursele în beneficiul lor personal. Laurent Kabila a condus un regim care a susținut corupția prin clientelism, numindu-și clienții ca membri ai cabinetului. Sub regimul Kabila, RDC nu a reușit să iasă din statutul de „stat prăbușit” din perioada în care Mobutu era la putere.
Guvernul nu a pus în aplicare reforme privind securitatea și drepturile omului, libertatea presei și descentralizarea puterii. Economia s-a prăbușit, forțând lucrătorii să fie prost plătiți și condițiile de viață să se deterioreze. Laurent Kabila a fost ucis în 2001 de una dintre gărzile sale de corp într-o tentativă de lovitură de stat.
În această perioadă, Republica Democratică Congo a primit un scor de 1,9 din 10 în Indicele de percepție a corupției, care relevă niveluri ridicate de corupție.
Fiul său, Joseph Kabila a fost ales președinte după moartea lui Laurent Kabila. Joseph Kabila colaborează cuBanca Mondială pentru a reduce corupția și a îmbunătăți economia. În plus, Comisia pentru infracțiuni economice a fost implementată în 2001 de președintele Joseph Kabila. Cu toate acestea, există încă rapoarte cu privire la oficiali de rang înalt care exploatează resursele în beneficiul lor personal și alte forme corupție. În 2006, constituția a modificat vârsta minimă a președintelui de la 35 la 30 de ani pentru a-l include pe Joseph Kabila, care avea 33 de ani la momentul respectiv.
În 2017, Reuters a dezvăluit o schemă care implică pașapoarte biometrice la supraevaluate.

### După Kabilas (2019–)
În iunie 2020, un tribunal din Republica Democratică Congo l-a găsit vinovat de corupție pe șeful de cabinet al președintelui Felix Tshisekedi, Vital Kamerhe. Acesta a fost condamnat la 20 de ani de muncă silnică, după ce a fost acuzat de deturnarea a aproape 50 de milioane de dolari (39 de milioane de lire sterline) din fonduri publice. A fost cea mai vizibilă personalitate condamnată pentru corupție în RDC. Cu toate acestea, Kamerhe a fost eliberat deja în decembrie 2021.
În noiembrie 2021, a fost deschisă la Kinshasa o anchetă judiciară care îl viza pe fostul președinte Joseph Kabila și pe asociații săi, după dezvăluiri privind presupuse deturnări de fonduri în valoare de 138 de milioane de dolari.

### Indicele de percepție a corupției
| An   | Scor | Rang |
| 2017 | 21   | 161  |
| 2018 | 20   | 161  |
| 2019 | 18   | 168  |
| 2020 | 18   | 170  |
| 2021 | 19   | 169  |
| 2022 | 20   | 166  |
| 2023 | 20   | 162  |

Tabelul de mai sus arată cum s-a clasat Republica Democratică Congo în șapte ani succesivi în clasamentul celor 180 de țări realizat de Transparency International în funcție de Indicele de percepție a corupției. Țările sunt notate pe o scară de la 0 („foarte corupte”) la 100 („necorupte”) și apoi clasate în funcție de scor; țara clasată pe primul loc este percepută ca având cel mai onest sector public.